# Grammy Awards 2002
Grammy Awards 2002 – Die 44. Verleihung des Grammy Awards fand am 27. Februar 2002 statt und gewertet wurden Veröffentlichungen zwischen dem 1. Oktober 2000 und dem 30. September 2001.

## Hauptkategorien
Single des Jahres (Record of the Year):
- „Walk On“ von U2

Album des Jahres (Album of the Year):
- O Brother, Where Art Thou? Soundtrack von verschiedenen Interpreten

Song des Jahres (Song of the Year):
- „Fallin’“ von Alicia Keys

Bester neuer Künstler (Best New Artist):
- Alicia Keys

## Pop
Beste weibliche Gesangsdarbietung – Pop (Best Female Pop Vocal Performance):
- I’m Like A Bird von Nelly Furtado

Beste männliche Gesangsdarbietung – Pop (Best Male Pop Vocal Performance):
- Don’t Let Me Be Lonely Tonight von James Taylor

Beste Darbietung eines Duos oder einer Gruppe mit Gesang – Pop (Best Pop Performance By A Duo Or Group With Vocals):
- Stuck In A Moment You Can’t Get Out Of von U2

Beste Zusammenarbeit mit Gesang – Pop (Best Pop Collaboration With Vocals):
- Lady Marmalade von Christina Aguilera, Lil’ Kim, Mýa und Pink

Beste Instrumentaldarbietung – Pop (Best Pop Instrumental Performance):
- Reptile von Eric Clapton

Bestes Instrumentalalbum – Pop (Best Pop Instrumental Album):
- No Substitutions – Live In Osaka von Steve Lukather & Larry Carlton

Bestes Gesangsalbum – Pop (Best Pop Vocal Album):
- Lovers Rock von Sade Adu

Beste Dance-Aufnahme (Best Dance Recording):
- All for You von Janet Jackson

## Traditioneller Pop
Bestes Gesangsalbum – Traditioneller Pop (Best Traditional Pop Vocal Album):
- Songs I Heard von Harry Connick Jr.

## Rock
Beste weibliche Gesangsdarbietung – Rock (Best Female Rock Vocal Performance):
- Get Right With God von Lucinda Williams

Beste männliche Gesangsdarbietung – Rock (Best Male Rock Vocal Performance):
- Dig In von Lenny Kravitz

Beste Darbietung eines Duos oder einer Gruppe mit Gesang – Rock (Best Rock Performance By A Duo Or Group With Vocals):
- Elevation von U2

Beste Hard-Rock-Darbietung (Best Hard Rock Performance):
- Crawling von Linkin Park

Beste Metal-Darbietung (Best Metal Performance):
- Schism von Tool

Beste Darbietung eines Rockinstrumentals (Best Rock Instrumental Performance):
- Dirty Mind von Jeff Beck

Bester Rocksong (Best Rock Song):
- Drops Of Jupiter von Train (Autoren: Charlie Colin, Rob Hotchkiss, pat Monahan, Jimmy Stafford, Scott Underwood)

Bestes Rock-Album (Best Rock Album):
- All That You Can’t Leave Behind von U2

## Alternative
Bestes Alternative-Album (Best Alternative Music Album):
- Parachutes von Coldplay

## Rhythm & Blues
Beste weibliche Gesangsdarbietung – R&B (Best Female R&B Vocal Performance):
- Fallin’ von Alicia Keys

Beste männliche Gesangsdarbietung – R&B (Best Male R&B Vocal Performance):
- U Remind Me von Usher

Beste Darbietung eines Duos oder einer Gruppe mit Gesang – Pop (Best R&B Performance By A Duo Or Group With Vocals):
- Survivor von Destiny’s Child

Bester R&B-Song (Best R&B Song):
- Fallin’ von Alicia Keys (Autor: Alicia Keys)

Bestes R&B-Album (Best R&B Album):
- Songs in A Minor von Alicia Keys

Bestes traditionelles R&B-Gesangsalbum (Best Traditional R&B Vocal Album):
- At Last von Gladys Knight

## Rap
Beste Solodarbietung – Rap (Best Rap Solo Performance):
- Get Ur Freak On von Missy Elliott

Beste Darbietung eines Duos oder einer Gruppe – Rap (Best Rap Performance By A Duo Or Group):
- Ms. Jackson von OutKast

Beste Zusammenarbeit – Rap/Gesang (Best Rap/Sung Collaboration):
- Let Me Blow Ya Mind von Eve und Gwen Stefani

Bestes Rap-Album (Best Rap Album):
- Stankonia von OutKast

## Country
Beste weibliche Gesangsdarbietung – Country (Best Female Country Vocal Performance):
- Shine von Dolly Parton

Beste männliche Gesangsdarbietung – Country (Best Male Country Vocal Performance):
- O Death von Ralph Stanley

Beste Countrydarbietung eines Duos oder einer Gruppe (Best Country Performance By A Duo Or Group With Vocal):
- The Lucky One von Alison Krauss & Union Station

Beste Zusammenarbeit mit Gesang – Country (Best Country Collaboration With Vocals):
- I Am A Man Of Constant Sorrow von den Soggy Bottom Boys

Beste Darbietung eines Countryinstrumentals (Best Country Instrumental Performance):
- Foggy Mountain Breakdown von verschiedenen Interpreten

Bester Countrysong (Best Country Song):
- The Lucky One von Alison Krauss & Union Station (Autor: Robert Lee Castleman)

Bestes Countryalbum (Best Country Album):
- Hank Williams Tribute von verschiedenen Interpreten

Bestes Bluegrass-Album (Best Bluegrass Album):
- New Favorite von Alison Krauss & Union Station

## New Age
Bestes New-Age-Album (Best New Age Album):
- A Day Without Rain von Enya

## Jazz
Bestes zeitgenössisches Jazzalbum (Best Contemporary Jazz Album):
- M2 von Marcus Miller

Bestes Jazz-Gesangsalbum (Best Jazz Vocal Album):
- The Calling von Dianne Reeves

Bestes Jazz-Instrumentalsolo (Best Jazz Instrumental Solo):
- Chan’s Song von Michael Brecker

Bestes Jazz-Instrumentalalbum, Einzelkünstler oder Gruppe (Best Jazz Instrumental Album, Individual or Group):
- This Is What I Do von Sonny Rollins

Bestes Album eines Jazz-Großensembles (Best Large Jazz Ensemble Album):
- Homage To Count Basie von Bob Mintzer Big Band

Bestes Latin-Jazz-Album (Best Latin Jazz Album):
- Nocturne von Charlie Haden

## Gospel
Bestes Rock-Gospel-Album (Best Rock Gospel Album):
- Solo von dc Talk

Bestes zeitgenössisches / Pop-Gospelalbum (Best Pop / Contemporary Gospel Album):
- CeCe Winans von CeCe Winans

Bestes Southern-, Country- oder Bluegrass-Gospelalbum (Best Southern, Country, or Bluegrass Gospel Album):
- Bill & Gloria Gaither Present A Billy Graham Music Homecoming von Bill & Gloria Gaither & The Homecoming Friends

Bestes traditionelles Soul-Gospelalbum (Best Traditional Soul Gospel Album):
- Spirit Of The Century von den The Blind Boys of Alabama

Bestes zeitgenössisches Soul-Gospelalbum (Best Contemporary Soul Gospel Album):
- The Experience von Yolanda Adams

Bestes Gospelchor-Album (Best Gospel Choir Or Chorus Album):
- Love Is Live! von LFT Church Choir unter Leitung von Hezekiah Walker

## Latin
Bestes Latin-Pop-Album (Best Latin Pop Album):
- La musica de Baldemar Huerta von Freddy Fender

Bestes Latin-Rock-/Alternative-Album (Best Latin Rock / Alternative Album):
- Embrace The Chaos von Ozomatli

Bestes traditionelles Tropical-Latinalbum (Best Traditional Tropical Latin Album):
- Dejame entrar von Carlos Vives

Bestes Salsa-Album (Best Salsa Album):
- Encore von Robert Blades

Bestes Merengue-Album (Best Merengue Album):
- Yo por tí von Olga Tañón

Bestes mexikanisches / mexikanisch-amerikanisches Album (Best Mexican / Mexican-American Album):
- En vivo ... el hombre y su música von Ramón Ayala y sus Bravos el Norte

Bestes Tejano-Album (Best Tejano Album):
- Nadie como tu von Solido

## Blues
Bestes traditionelles Blues-Album (Best Traditional Blues Album):
- Do You Get The Blues? von Jimmie Vaughan

Bestes zeitgenössisches Blues-Album (Best Contemporary Blues Album):
- Nothing Personal von Delbert McClinton

## Folk
Bestes traditionelles Folkalbum (Best Traditional Folk Album):
- Down From The Mountain von verschiedenen Interpreten

Bestes zeitgenössisches Folkalbum (Best Contemporary Folk Album):
- Love and Theft von Bob Dylan

Bestes Album mit indianischer Musik (Best Native American Music Album):
- Bless The People – Harmonized Peyote Songs von Johnny Mike & Verdell Primeaux

## Reggae
Bestes Reggae-Album (Best Reggae Album):
- Halfway Tree von Damian Marley

## Weltmusik
Bestes Weltmusikalbum (Best World Music Album):
- Full Circle / Carnegie Hall 2000 von Ravi Shankar

## Polka
Bestes Polkaalbum (Best Polka Album):
- Gone Polka von Jimmy Sturr

## Für Kinder
Bestes Musikalbum für Kinder (Best Musical Album For Children):
- Elmo & The Orchestra von den Darstellern der Sesamstraße

Bestes gesprochenes Album für Kinder (Best Spoken Word Album For Children):
- Mama Don't Allow von Tom Chapin

## Sprache
Bestes gesprochenes Album (Best Spoken Word Album):
- Q: The Autobiography Of Quincy Jones von Quincy Jones

Bestes gesprochenes Comedy-Album (Best Spoken Comedy Album):
- Napalm & Sillyputty von George Carlin

## Musical Show
Bestes Musical-Show-Album (Best Musical Show Album):
- The Producers von den originalen Broadway-Darstellern mit Nathan Lane und Matthew Broderick (Text und Musik: Mel Brooks)

## Film / Fernsehen / visuelle Medien
Bestes zusammengestelltes Soundtrackalbum für Film, Fernsehen oder visuelle Medien (Best Compilation Soundtrack Album For Motion Picture, Television Or Other Visual Media):
- O Brother, Where Art Thou? Soundtrack von verschiedenen Interpreten

## Komposition und Arrangement
Beste Instrumentalkomposition (Best Instrumental Composition):
- Cast Away – Verschollen (End credits) von Alan Silvestri

Bestes komponiertes Soundtrackalbum für Film, Fernsehen oder visuelle Medien (Best Score Soundtrack Album For Motion Picture, Television Or Other Visual Media):
- Tiger and Dragon von Tan Dun

Bester Song geschrieben für Film, Fernsehen oder visuelle Medien (Best Song Written For Motion Picture, Television Or Other Visual Media):
- Boss Of Me von They Might Be Giants (aus der Fernsehserie Malcolm mittendrin; Autoren: John Flansburgh, John Linnell)

Bestes Instrumentalarrangement (Best Instrumental Arrangement):
- Debussy: Doctor Gradus ad Parnassum von Béla Fleck mit Joshua Bell und Gary Hoffmann (Arrangeure: Béla Fleck, Edgar Meyer)

Bestes Instrumentalarrangement mit Gesangsbegleitung (Best Instrumental Arrangement Accompanying Vocalist(s)):
- Drops Of Jupiter von Train (Arrangeur: Paul Buckmaster)

## Packages und Album-Begleittexte
Bestes Aufnahme-Paket (Best Recording Package):
- Amnesiac (Special Limited Edition) von Radiohead

Beste Boxausgabe (Best Boxed Recording Package):
- Brain In A Box – The Science Fiction Collection von verschiedenen Interpreten

Bester Album-Begleittext (Best Album Notes):
- ... And It's Deep Too! The Complete Warner Bros. Recordings (1968–1992) von Richard Pryor (Verfasser: Walter Mosley)
- Arhoolie Records 40th Anniversary Collection: 1960–2000 The Journey of Chris Strachwitz von verschiedenen Interpreten (Verfasser: Elijah Wald)

## Historische Aufnahmen
Bestes historisches Album (Best Historical Album):
- Lady Day: The Complete Billie Holiday On Columbia 1933–1944 von Billie Holiday

## Produktion und Technik
Beste technische Albumproduktion, ohne klassische Musik (Best Engineered Album, Non-Classical):
- The Look Of Love von Diana Krall (Technik: Al Schmitt)

Beste technische Albumproduktion, klassische Musik (Best Engineered Album, Classical):
- Bernstein: West Side Story Suite von Joshua Bell (Technik: Richard King)

Produzent des Jahres, ohne klassische Musik (Producer Of The Year, Non-Classical):
- T-Bone Burnett

Produzent des Jahres, klassische Musik (Producer Of The Year, Classical):
- Manfred Eicher

Beste Remix-Aufnahme, ohne klassische Musik (Best Remixed Recording, Non-Classical):
- Thank You (Deep Dish Vocal Remix) von Dido (Remix: Deep Dish)

## Klassische Musik
Bestes Klassik-Album (Best Classical Album):
- Berlioz: Les Troyens vom London Symphony Orchestra & Chorus unter Leitung von Colin Davis

Beste Orchesterdarbietung (Best Orchestral Performance):
- Boulez Conducts Edgard Varèse (Amériques, Arcana, Déserts, Ionisation) vom Chicago Symphony Orchestra unter Leitung von Pierre Boulez

Beste Opernaufnahme (Best Opera Recording):
- Berlioz: Les Troyens vom London Symphony Orchestra & Chorus unter Leitung von Colin Davis

Beste Chordarbietung (Best Choral Performance):
- Bach: Matthäus-Passion vom Arnold Schoenberg Chor, dem  Concentus Musicus Wien, Dorothea Röschmann und den Wiener Sängerknaben unter Leitung von Nikolaus Harnoncourt

Beste Soloinstrument-Darbietung mit Orchester (Best Instrumental Soloist(s) Performance with Orchestra):
- Richard Strauss: Wind Concertos von Dale Clevenger, Alex Klein, Larry Combs, Daniel McGill und dem Chicago Symphony Orchestra unter Leitung von Daniel Barenboim

Beste Soloinstrument-Darbietung ohne Orchester (Best Instrumental Soloist(s) Performance without Orchestra):
- Britten: Cello Suites (1-3) von Truls Mørk

Beste Kammermusik-Darbietung (Best Chamber Music Performance):
- Haydn: The Complete String Quartets des The Angeles String Quartet

Beste Darbietung eines Kleinensembles (Best Small Ensemble Performance):
- After Mozart von Gidon Kremer und Kremerata Baltica

Beste klassische Gesangsdarbietung (Best Classical Vocal Performance):
- Gluck Italian Arias von Cecilia Bartoli und der Akademie für Alte Musik Berlin

Beste zeitgenössische klassische Komposition (Best Classical Contemporary Composition):
- Concert de Gaudí For Guitar And Orchestra von Sharon Isbin und dem Gulbenkian Orchestra unter Leitung von Tang Muhai (Komponist: Christopher Rouse)

Bestes klassisches Crossover-Album (Best Classical Crossover Album):
- Perpetual Motion von verschiedenen Interpreten

## Musikvideo
Bestes Musik-Kurzvideo (Best Short Form Music Video):
- Weapon Of Choice von Bootsy Collins & Fatboy Slim

Bestes Musik-Langvideo (Best Long Form Music Video):
- Recording The Producers – A Musical Romp With Mel Brooks von Mel Brooks

## Special Merit Awards

### Grammy Lifetime Achievement Award
- Count Basie
- Rosemary Clooney
- Perry Como
- Al Green
- Joni Mitchell

Trustees Award
- Tom Dowd
- Alan Freed